# DexOS
DexOS je svobodný a otevřený 32bitový operační systém pro 32bitové počítače architektury x86. Je určen pro herní konzole. Byl napsán výhradně v jazyce symbolických adres pomocí FASM (flat assembler). GUI operačního systému bylo inspirován moderními herními konzolemi, obsahuje ale také rozhraní příkazového řádku. Byl navržen tak, aby bootoval z diskety velikosti 1,44 MB, jádro je menší než 100 KB. DexOS může být zaveden také z CD, USB flash disku nebo pevného disku. Operační systém je možné spustit i z jiných platforem, jako např. DOS, Xbox nebo PC emulátory např. DOSbox. Vývoj vede Craig Bamford a členové komunity DexOS.

## Programy
Programy pro DexOS jsou vyvíjeny ve 32bitového assembleru. Současná distribuce přichází s několika programy včetně Tex4u, textového editoru, Space Pong, tenisové hry pro dva hráče, a FASM. Operační systém také plně podporuje TCP/IP.